# John Snedden
John Duncan Snedden (* 3. Februar 1942 in Bonnybridge, Schottland) ist ein ehemaliger schottischer Fußballspieler.

## Spielerkarriere
Defensivakteur John Snedden wurde 1958 seitens des FC Arsenal von den Bonnybridge Star Juniors verpflichtet. Bei den „Gunners“ bestritt er von 1959 bis in die Saison 1964/65 83 Pflichtspiele. Ein Tor erzielte er nicht. Zu seinen Mitspielern zählte beispielsweise Tommy Docherty. Im März 1965 wurde er für eine Ablösesumme von 11.000 £ vom Zweitligisten Charlton Athletic verpflichtet und bestritt in den Spielzeiten 1964/65 und 1965/66 20 Ligapartien. Einige Wochen im Vorfeld der Weltmeisterschaft 1966 absolvierte er bei Trainer Zlatko "Tschik" Čajkovski ein Probetraining beim FC Bayern München, wurde allerdings von den Bayern nicht verpflichtet. Gemeinsam mit Cliff Holton wechselte er im Tausch für Harry Gregory im Juli 1966 in die Third Division zum FC Orient. 27 Ligaspiele und drei Tore werden bei diesem Engagement für ihn geführt. Über Halifax Town, wo er auf Leihbasis ab November 1967 fünfmal (kein Tor) in der Fourth Division eingesetzt wurde, führte sein Karriereweg schließlich im Februar 1968 nach Südafrika. 1968 spielte er dort für Addington und Port Elizabeth City. Zur Saison 1969/70 schloss sich der im Laufe seiner Karriere von zahlreichen Verletzungen geplagte Snedden den Sportfreunden Siegen an. Nach einer Leistenoperation absolvierte er drei Spiele für den Klub aus Siegen, verletzte sich jedoch erneut.

## Trainertätigkeit
Nach seiner Karriere wirkte er als Trainer beim TuS Kaan-Marienborn und dem TuS Wilnsdorf.

## Privates
Snedden ist seit dem 7. Dezember 1964 mit seiner aus Salchendorf im Siegerland stammenden Frau Ingrid verheiratet. Nach Sneddens Karriere ließ sich das Ehepaar, das zwei Söhne hat, zunächst in Wilgersdorf, später dann in Allendorf im Lahn-Dill-Kreis nieder. Heute (Stand: 2014) lebt es in der Siegerländer Gemeinde Burbach.